# Илькум
Илькум (шум. il-ku-u2) — правитель шумерского города-государства Киш, упоминаемый в «Царском списке» как 20-й царь I династии Киша.
О его родстве с предыдущим правителем Тизкаром ничего неизвестно. В «Царском списке» его царствованию, как и всем ранним шумерским царям, приписывается неправдоподобная длительность — 900 лет.
| I династия Киша        |                |                      |
| Предшественник: Тизкар | правитель Киша | Преемник: Ильтасадум |